# 奧巴里夫
50°39′8″N 26°10′12″E / 50.65222°N 26.17000°E

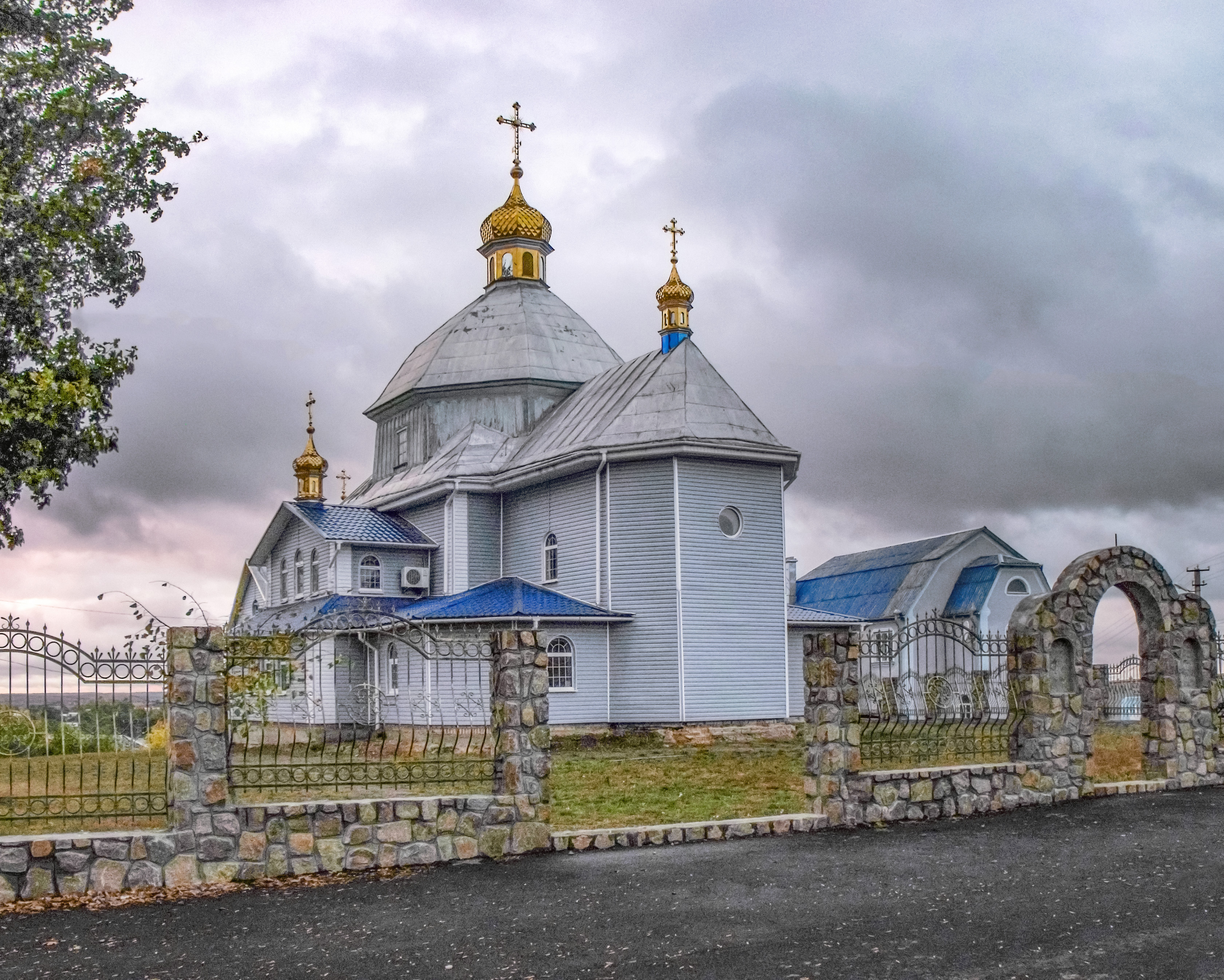
教堂

奧巴里夫（烏克蘭語：Обарів），是烏克蘭西北部里夫内州里夫内区霍羅多克市鎮的村落。始建於1463年，面積1.83平方公里，海拔高度186米，2001年人口3,561，人口密度每平方公里1,599.4人。